# Bakeliet (1987)
Bakeliet is een toneelstuk geschreven door de Nederlandse auteur Gerardjan Rijnders. Hij regisseerde het stuk zelf in 1987 voor het toen net opgerichte gezelschap Toneelgroep Amsterdam. Het is gebaseerd op het boek Savage Grace van Natalie Robins en Steven M.L. Aronson.
In een montagevoorstelling vertelt een groot aantal vrouwen het verhaal van Tony Baekeland, achterkleinzoon van Leo Baekeland, in 1907 de uitvinder van het materiaal bakeliet. Tony is homoseksueel, iets dat zijn moeder niet kan accepteren. Zij probeert hem te genezen. Op een dag kan hij de druk niet meer aan en vermoordt haar. Een paar jaar later pleegt hij zelfmoord door een plastic zak over zijn hoofd te trekken en zichzelf te verstikken.
De voorstelling markeert het begin van het succesvolle bestaan van Toneelgroep Amsterdam.

## Actrices
- Marjon Brandsma
- Catherine ten Bruggencate
- Ingeborg Elzevier
- Ann Hasekamp
- Trudy de Jong
- Sigrid Koetse
- Petra Laseur
- Ingeborg Loedeman
- Alexandra van Marken
- Annet Nieuwenhuijzen
- Celia Nufaar
- Louise Vine
- Arlette Weygers